# 欧内斯特·贝赛尔

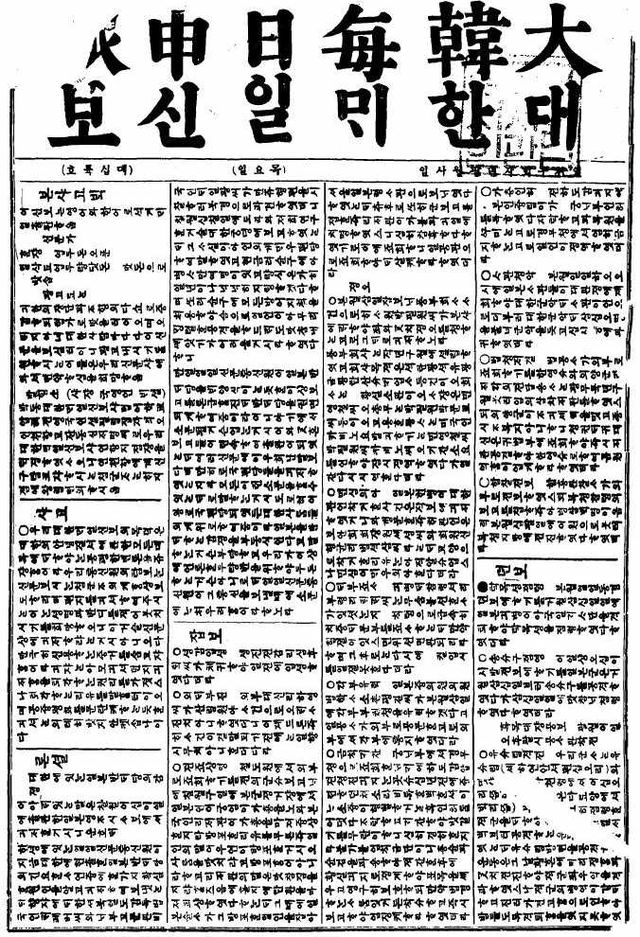
《大韩每日申报》

欧内斯特·贝赛尔（英語：Ernest Bethell，1872年11月3日—1909年5月1日），韩文汉字名：裴說（배설；），是朝鲜王朝末期的一位英國驻朝鲜记者，反日报纸《大韩每日申报》的创辦人。

## 生平
贝赛尔来朝鲜半岛之前是在日本神户市报导俄日战争。1904年到朝鲜半岛后开始报导日本对朝鲜半岛的侵略，同年与韩国独立运动家梁起铎一起创办韓英雙語的抗日报纸《大韩每日申报》。许多抗日人士比如朴殷植、申采浩都在该报发表文章。
由于贝赛尔是英国公民，当时在朝鲜半岛享有治外法权，因此《大韩每日申报》不受当地法律的约束。不过1907年，贝赛尔遭到起诉，被英国领事法庭以妨害治安为名判处6个月的守行令。第二年，日本統監府以煽动叛乱罪在英國在華最高法院起诉贝赛尔。贝赛尔被判入狱3周和6个月守行令。由于朝鲜当时没有合适的监狱，贝赛尔被用船送到上海服刑。刑满之后，贝赛尔返回朝鮮继续參加《大韩每日申报》的報務。1909年5月1日，贝赛尔患结核病故。
为纪念贝赛尔，朝鲜人为他建立了纪念碑，但遭到日本的破坏。1964年，韩国记者在纪念碑原址重新为他建立的纪念碑。现在这两座纪念碑都可以在杨花津外国人墓园看到。

## 纪念
2012年5月8日，韩国在杨花津外国人墓园为贝赛尔举行了特别的纪念仪式，原韩国总理李寿成亲自主持了仪式，时任总统李明博也献了花圈。包括韩国解放协会主席在内约250人参加了纪念活动。英国驻韩大使魏特曼（Scott Wightman）在纪念会上发表了讲话，對貝賽爾的事蹟予以稱讚。